# Bahnhof Neue Schenke
Der Bahnhof Neue Schenke ist ein Haltepunkt und ehemaliger Bahnhof an der Bahnstrecke Weimar–Gera (Strecke 6307, heutige Kursbuchstrecke 565), auch „Holzlandbahn“ oder „Mitte-Deutschland-Verbindung“ genannt.
Der Haltepunkt lag einst auf dem Gebiet der Gemeinde Zöllnitz unmittelbar hinter der Jenaer Stadtgrenze in der Nähe des Wohngebiets Lobeda-Ost, inzwischen wurden Gleise wie Gebäude nach Jena eingemeindet. Der Name ist von der wenige hundert Meter entfernten Siedlung Neue Schenke (derzeit unbewohnt) abgeleitet, die um ein Chausseehaus mit Gaststätte entstand.

## Infrastruktur, Anschlussverkehr und Bedeutung

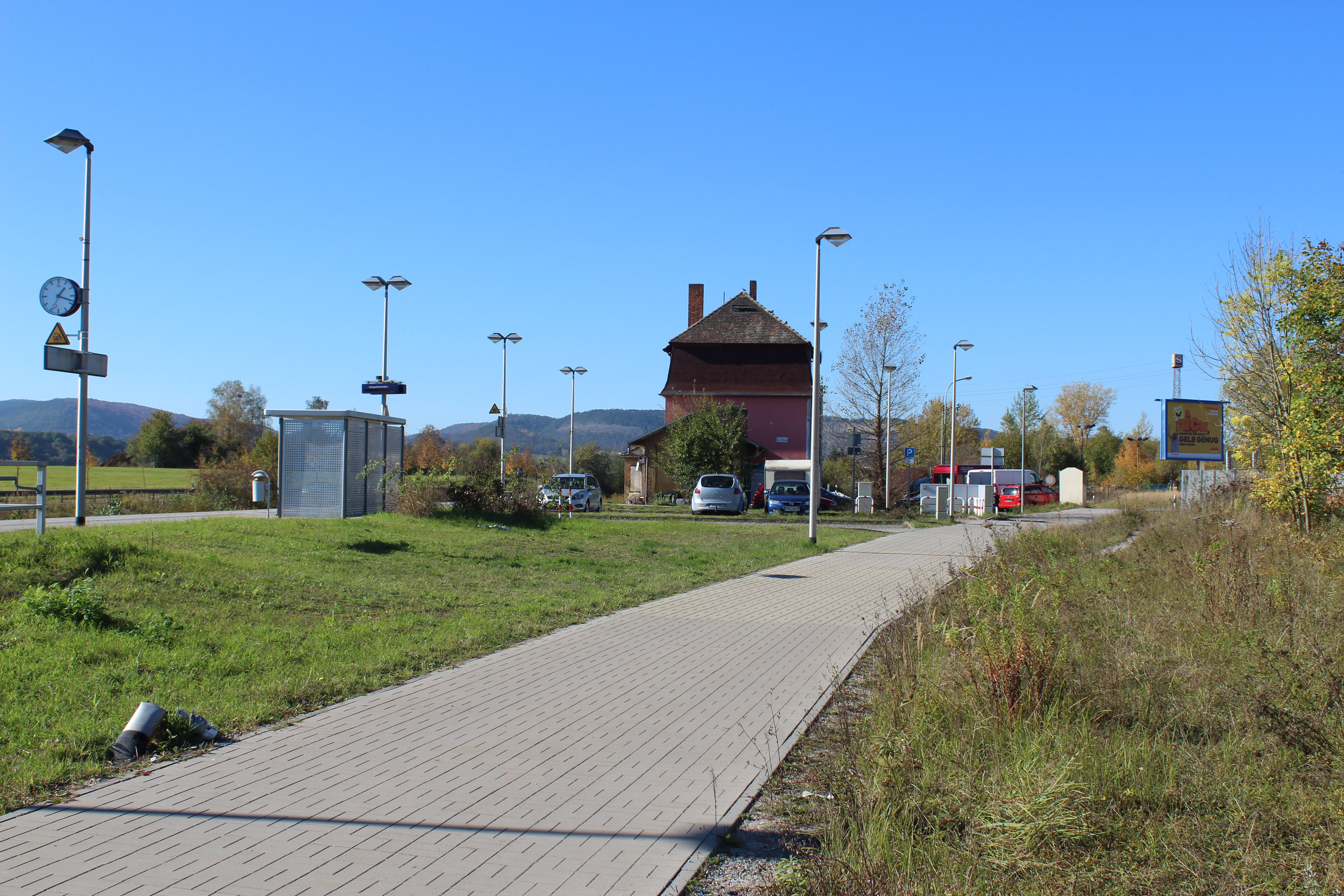
Empfangsgebäude (2017)

Der Bahnhof wurde zunächst nur versuchsweise für den Personenverkehr geöffnet. Im Jahre 1894 wurde zusätzlich ein Nebengleis eingefügt, am 15. Oktober erfolgte die Freigabe für den Wagenladungsverkehr. In den 1920er Jahren wurde auch ein Anschlussgleis gebaut, woraus 1971/72 an der östlichen Ausfahrt zwischen Streckengleis und Autobahn eine beachtliche Anschlussanlage entstand, die zur Baustoffversorgung für die Großbetriebe dieser Industrie im Jenaer Raum sowie zur Bedienung weiterer Anschließer diente. Bis 1989/90 hatte der Bahnhof eine große Bedeutung für den Güter- und Anschlussverkehr um Jena.
Bei der Deutschen Reichsbahn wurde Neue Schenke als unselbstständiger besetzter Bahnhof geführt.
Nach der Wende wurden die Anschlussanlagen stillgelegt und die Schienen entfernt. Im Jahr 2005 wurde der Bahnhof zum Haltepunkt herabgestuft. 2013 wurde das Gebäude verkauft. In den 2000er Jahren entfiel der niveaugleiche Bahnübergang am Haltepunkt. Seitdem sind die Bahnsteige durch einen Tunnel zugänglich, womit die Erreichbarkeit von Zöllnitzer Seite her deutlich verbessert wurde.
Die Bahnsteighöhe beträgt 55 Zentimeter, die Bahnsteiglänge 110 Meter.

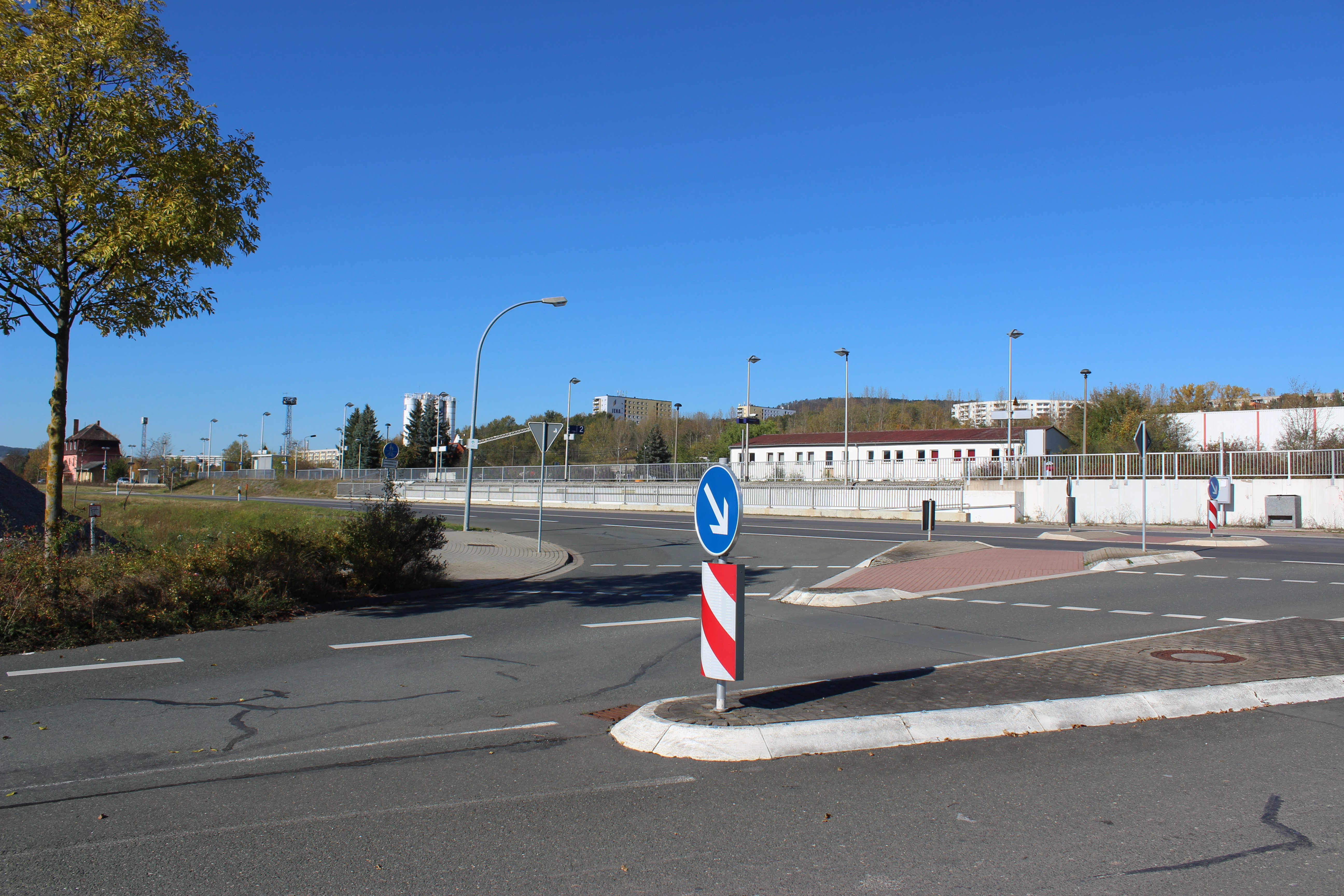
Bahnhof von südlicher Seite aus gesehen (2017)

## Verkehr
Die Station „Neue Schenke“ wird alle zwei Stunden vom Regionalverkehr der RB-Linie 21 (Weimar – Jena West – Jena-Göschwitz – Neue Schenke – Gera) bedient. Dieser Regionalverkehr wird seit der Fahrplanänderung im Juni 2012 von der Erfurter Bahn durchgeführt und wurde von RB21 in EB21 umbenannt und mit dem Fahrplanwechsel am 13. Dezember 2020 wieder rückbenannt. Die Linie RB21 verkehrt von Erfurt nach Gera mit 15 Zwischenstopps an kleineren Bahnhöfen.
Bis 2014 war keine nennenswerte Anbindung an den örtlichen Nahverkehr gegeben, da der Bahnhof beziehungsweise Haltepunkt ursprünglich nicht für den Personenverkehr konzipiert war. Ein Fußweg zu den nächstgelegenen ÖPNV-Linien dauerte 15 Minuten. Mehrere Buslinien bedienen den Haltepunkt. Auf deren Route bieten sich den Fahrgästen drei Umsteigemöglichkeiten ins Netz der Straßenbahn.

## Das Unwetter am 23. November 1984
Am Morgen des 23. November 1984 bildete sich bei feuchtwarmer Witterung in der Nähe von Zöllnitz ein Tornado, der das Gelände des Bahnhofes Neue Schenke mit voller Wucht erfasste. Gebäude und Anlagen im Bahnhofsbereich wurden stark beschädigt, abgestellte Güterwagen umgeworfen und Straßenfahrzeuge versetzt. Personen kamen nicht zu Schaden.